# Jakob Bro

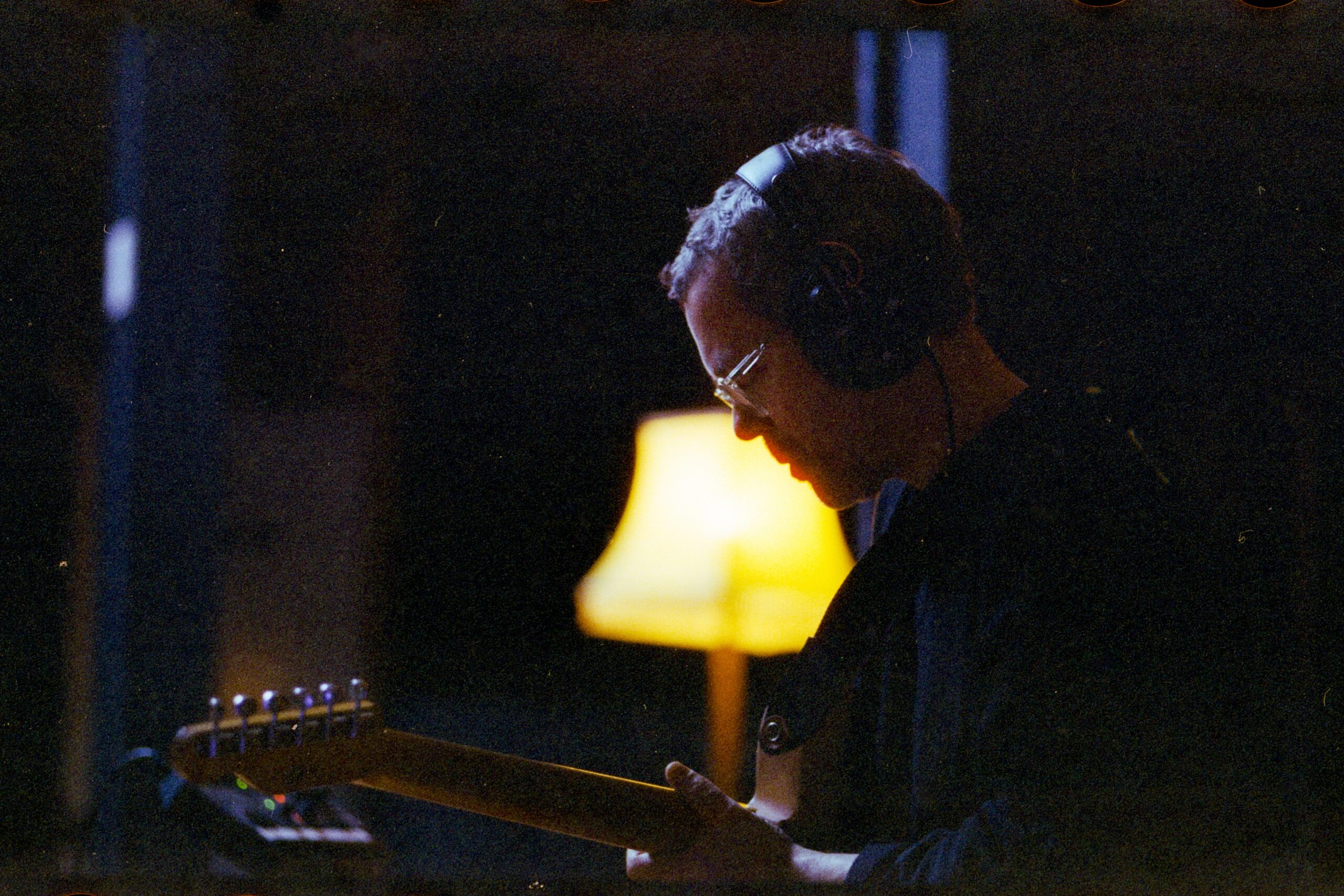
Jakob Bro (2025)

Jakob Bro (* 11. April 1978 in Kopenhagen) ist ein dänischer Jazzgitarrist und Komponist.

## Leben und Wirken
Bro begann autodidaktisch Gitarre zu spielen; später studierte er an der königlichen Musikakademie in Aarhus, am Berklee College of Music in Boston und The New School in New York. Daneben hatte er Unterricht bei Ben Street und Chris Cheek. Seitdem arbeitete er u. a. mit Tomasz Stańko (Dark Eyes ECM, 2009), Paul Motian (Garden of Eden, ECM 2006), in Dänemark mit den Formationen Bandapart (mit dem Pianisten Søren Kjærgaard) und Beautiful Day sowie dem Saxophonisten Jakob Dinesen. 2003 erschien sein Debütalbum Daydreamer, gefolgt von Sidetracked´ (Loveland, 2006), das in Dänemark zwei Musikpreise gewann.
2008 entstand das Album Balladeering, das er mit Lee Konitz und Bill Frisell einspielte; zwei weitere Alben mit diesem Besetzungskern folgten. Der Regisseur Sune Blicher erstellte aus Bros New Yorker Session mit Konitz und Frisell den Dokumentarfilm Weightless: A Recording Session with Jakob Bro. Auch gehört er zu den Combos von Jakob Buchanan. Mit Melissa Aldana, Kirk Knuffke, Joe Martin, Jacob Sacks und RJ Miller trat er 2014 auf dem SWR NEWJazz Meeting auf.

## Stilistik
Charakteristisch für den Jazzkomponisten Bro sind „minimalistische, dabei hochmelodiöse Kompositionen“, befand der Musikkritiker des Wiener Standards, Karl Gedlicka. Klare, langgezogene Gitarrentöne ergeben einen teils schwebenden Sound, der in seiner Klischeefreiheit an den Gitarristen Hubert Sumlin erinnert. Der Bandleader Bro bevorzugt in der Trio-Besetzung einen geringen Lautstärkepegel.

## Diskographische Hinweise
- Sidetracked (Loveland, 2006) mit Chris Speed, Chris Cheek, Mark Turner, Jonas Westergaard und Rune Borup
- Pearl River (Loveland, 2007) mit Ben Street, Paul Motian, Mark Turner und Chris Cheek
- The Stars Are All New Songs Vol. 1 (Loveland, 2008) mit Kurt Rosenwinkel, Chris Cheek, Mark Turner, Jesper Zeuthen, Andrew D’Angelo, Ben Street und Paul Motian
- Who Said Gay Paree (2008) mit Jakob Høyer und Anders Christensen
- Balladeering (Loveland, 2009) mit Bill Frisell, Lee Konitz, Ben Street und Paul Motian
- Time (Loveland, 2011) mit Lee Konitz, Bill Frisell und Thomas Morgan
- Bro/Knak (Loveland, 2012, 2 CDs), mit Thomas Knak, David Virelles, Paul Bley, Kenny Wheeler, Bill Frisell u. v. a.
- December Song (Loveland, 2013), mit Lee Konitz, Bill Frisell, Craig Taborn und Thomas Morgan
- Gefion (ECM, 2015) mit Thomas Morgan und Jon Christensen
- Streams (ECM, 2016) mit Thomas Morgan und Joey Baron
- Returnings (ECM, 2018) mit Thomas Morgan, Jon Christensen und Palle Mikkelborg
- Bay of Rainbows (Live at the Jazz Standard, New York/2017) (ECM, 2018), mit Thomas Morgan, Joey Baron
- Uma Elmo (ECM, 2021) mit Arve Henriksen und Jorge Rossy
- Once Around the Room: A Tribute to Paul Motian (ECM, 2022) mit Joe Lovano, Larry Grenadier, Thomas Morgan, Anders Christensen, Joey Baron, Jorge Rossy
- Taking Turns (ECM, 2024, Aufnahme: 2014) mit Lee Konitz, Bill Frisell, Jason Moran, Thomas Morgan, Andrew Cyrille